# Rudolf Hilferding

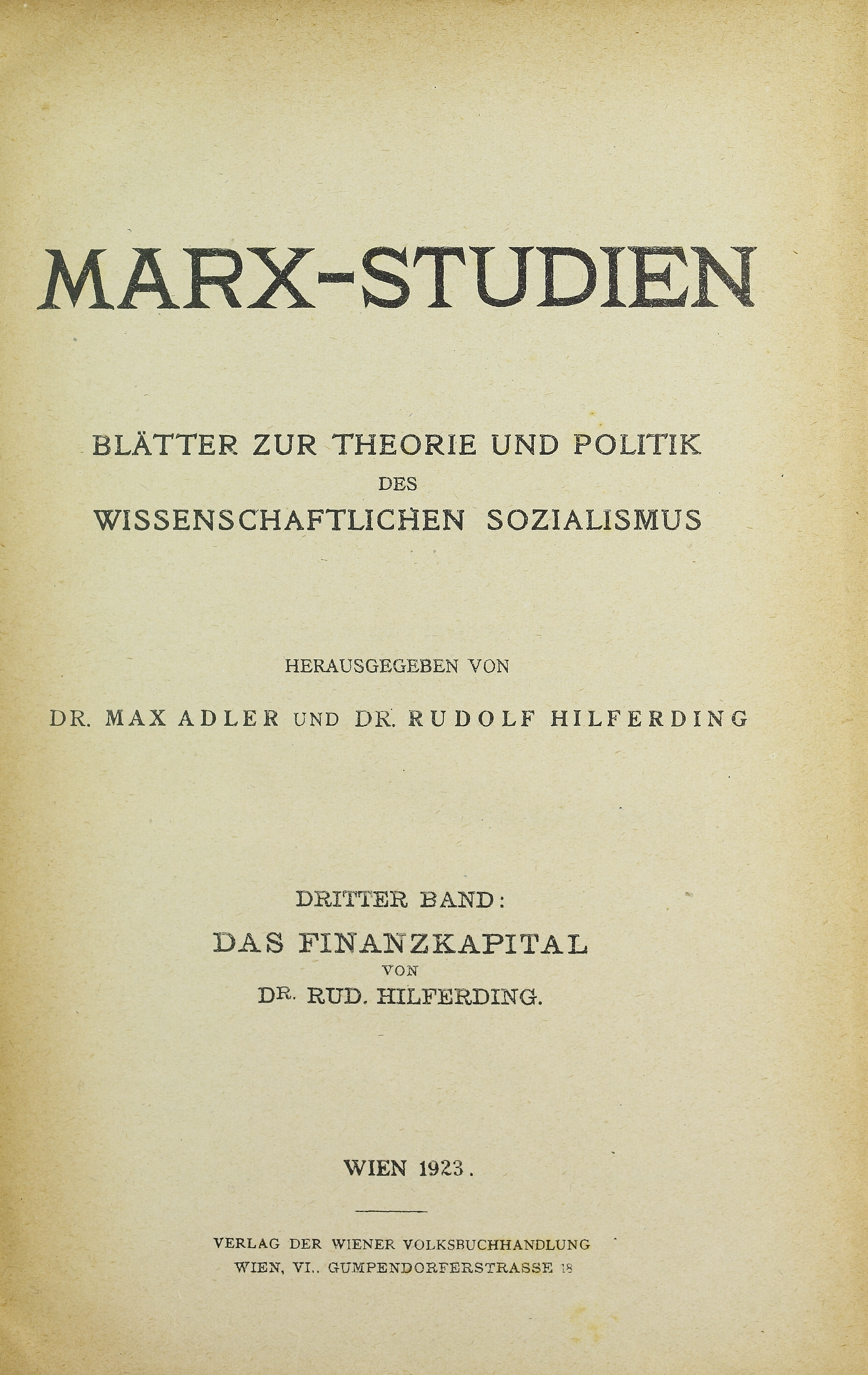
Finanzkapital, 1923

Rudolf Hilferding (ur. 10 sierpnia 1877 w Wiedniu – zm. 11 lutego 1941 w Paryżu) – austriacki ekonomista, polityk i publicysta, wydawca czasopisma Gesellschaft, jeden z teoretyków austromarksizmu.

## Życiorys
Pochodził z rodziny żydowskich kupców, w latach 1896-1901 studiował w Wiedniu, najpierw medycynę (uzyskał dyplom lekarski), a następnie ekonomię i finanse. W latach młodości współpracował z SPD-owskim czasopismem teoretycznym „Die Neue Zeit” i w 1904 r. napisał swoją klasyczną pracę Böhm-Bawerk o marksistowskiej teorii wartości, odnosząca się do poglądów Böhm-Bawerka z pracy Karl Marx and the Close of His System. Do czasu wybuchu I wojny światowej pozostawał jednym z przywódców i teoretyków SPD; w tym czasie napisał także drugą swą klasyczną książkę – Kapitał finansowy, w której poddał analizie ówczesny rozwój gospodarki kapitalistycznej.
Podczas I wojny światowej zajął stanowisko pacyfistyczne i w 1917 przyłączył się do lewicowego rozłamu z SPD – Niezależnej Niemieckiej Partii Socjaldemokratycznej (USPD). Później jednak powrócił do SPD (1922) i w 1923 r. zajął stanowisko ministra finansów w rządzie Gustava Stresemanna. Funkcję tę pełnił jeszcze później, w latach 1928-1929, w drugim rządzie Hermanna Müllera. Ustąpił po wybuchu wielkiego kryzysu, w grudniu 1929 r.
W 1933 r. w związku z dojściem Adolfa Hitlera i NSDAP do władzy zmuszony był do emigracji. Udał się najpierw do Szwajcarii, a następnie do Francji, gdzie został wydany Gestapo w lutym 1941 r. przez władze Vichy. Torturowany, został wkrótce zamordowany, choć według innej wersji mógł popełnić samobójstwo.

## Główne prace
- Böhm-Bawerk o marksowskiej teorii wartości (1904; wyd. pol. PWN 1962) (kopia cyfr. wyd. pol. udost. na stronach SKFM UW)
- Kapitał finansowy (1910; wyd. pol. PWN 1958).